# Роганский поселковый совет
Рога́нский поселко́вый сове́т — входил до 2020 года в состав Харьковского района Харьковской области Украины.
Административный центр поссовета находился в пгт Рогань.

## История
- 1920 — дата образования Больше-Роганского сельского Совета депутатов трудящихся в составе ... волости Харьковского уезда Харьковской губернии Украинской Советской Социалистической Республики.
- С 1923 года — в составе Харьковского района Харьковского округа, с 1932 — Харьковской области УССР.
- 1943 - совет стал из сельского поселковым после получения Роганью статуса посёлок.
- 2012 — согласно постановлению от 06.09.2012 года № 5215-VI, 33 гектара земель поссовета были присоединены к городу Харькову.[2]
- После 17 июля 2020 года в рамках административно-территориальной реформы по новому делению Харьковской области[3][4] входящие в поссовет населённые пункты и территории образовали Роганскую общину.
- Совет просуществовал более девяноста лет.

## Населённые пункты совета
- пгт Рога́нь (Больша́я Рога́нь)
- посёлок Докуча́евское